# Jörg Schlaich
Jörg Schlaich (Stetten im Remstal, 17 ottobre 1934 – Berlino, 4 settembre 2021) è stato un ingegnere tedesco.

## Biografia
Figlio di Ludwig Schlaich, fu professore emerito presso l'Università di Stoccarda.
Nel 1980 fondò con Rudolf Bergermann lo Ingenieurbüro Schlaich Bergermann und Partner con sede a Stoccarda, Berlino e New York. 

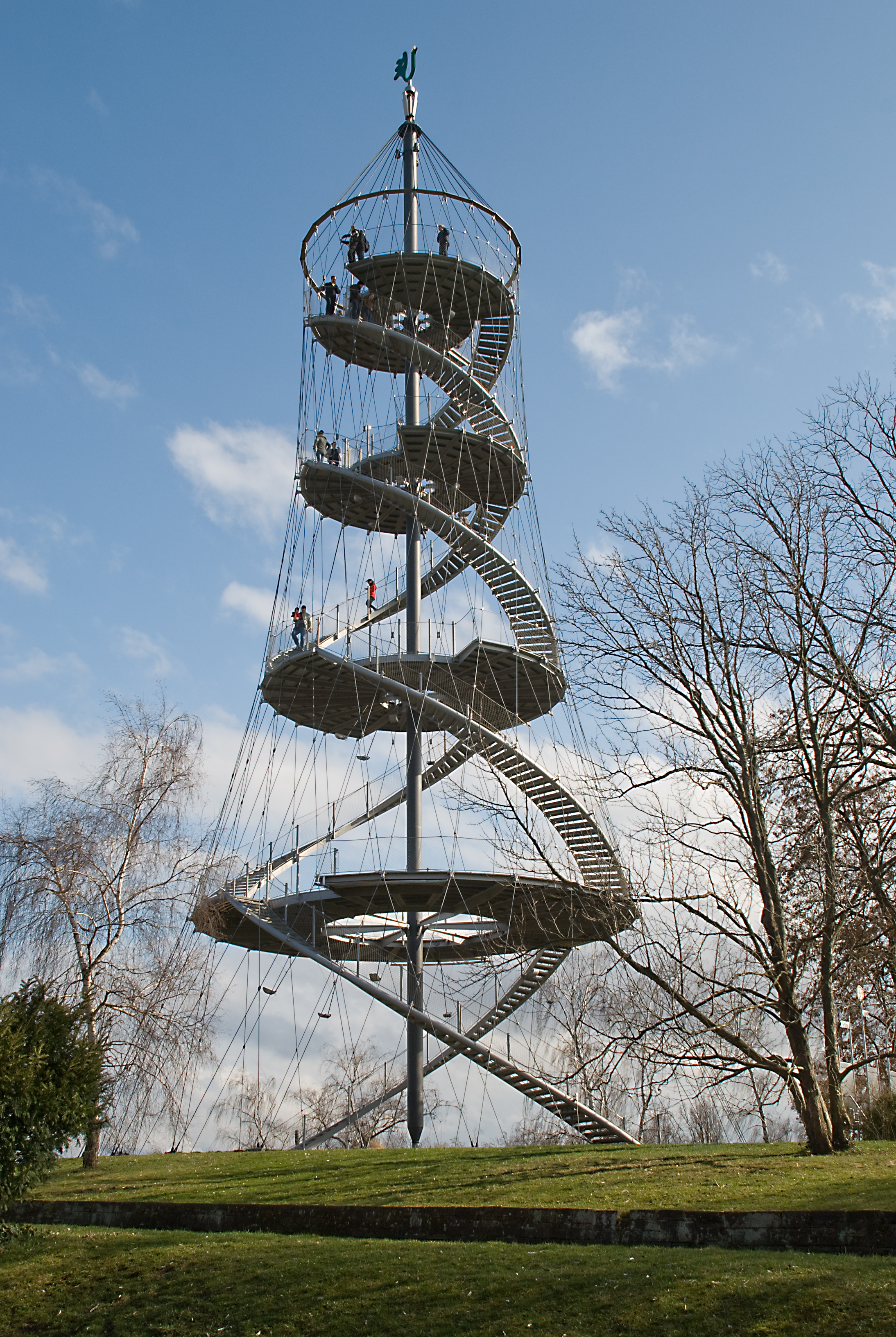
Killesbergturm

Si considerava maggiormente influenzato dal Professore Fritz Leonhardt, creatore della torre della televisione di Stoccarda, prima torre della televisione mondiale che fa da esempio per numerosi progetti futuri.
Era padre di Mike Schlaich,  professore presso la Technische Universität Berlin.

## Principali realizzazioni

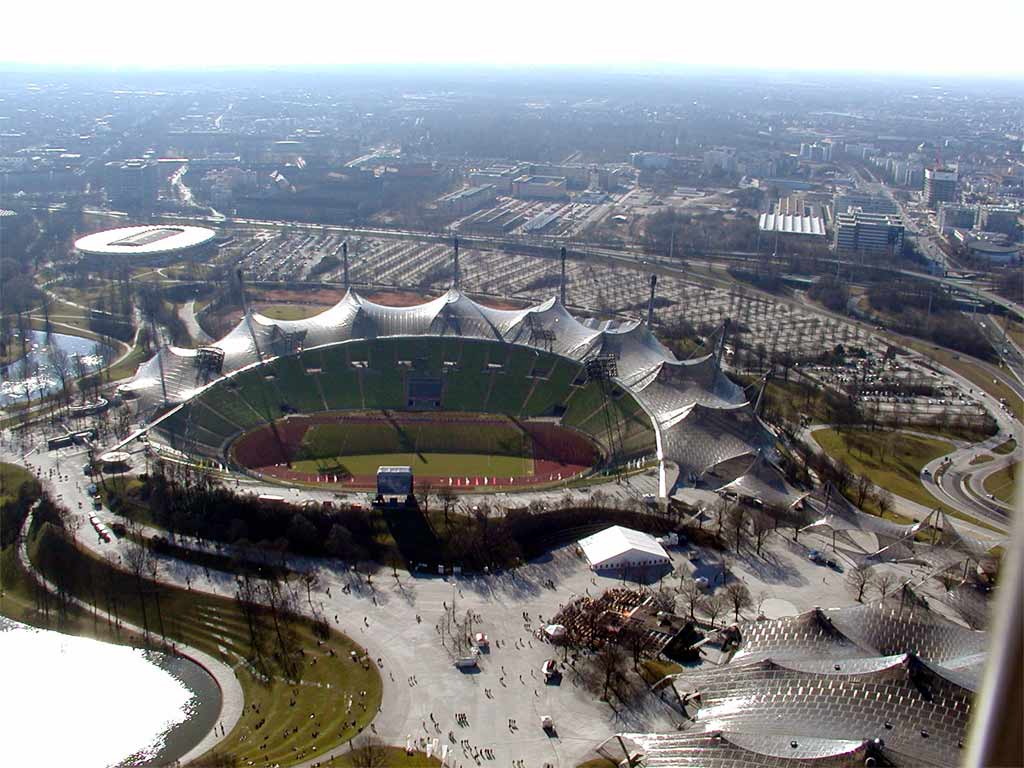
Olympiastadion München

In collaborazione con Günter Behnisch e Frei Otto realizzò la copertura dell'Olympiastadion a Monaco.
Nel 1969 costruisce il Vidyasagar Setu (o secondo ponte Hooghly) presso Calcutta (nel 1992 un aggiornamento dopo 23 anni dalla prima apertura). Nel 1973 con Walter Neuhäusser crea la Alsterschwimmhalle a Amburgo. Nel 1983-1984 dopo il progetto dell'architetto Gottfried Böhm, la Züblin-Haus presso Möhringen, la sede della Ed. Züblin AG. Anche il Gottlieb-Daimler-Stadion è stato sviluppato su un lavoro del 1992.
Nel 2000 è stata realizzata la sua struttura a rete filigrana per un torre panoramica di 43 m che poggia su un'unica sfera, Killesbergturm nel Höhenpark Killesberg di Stoccarda. Faceva parte dell'unione "THINK Team", i quali hanno mancato per poco la realizzazione del progetto per il Ground Zero, la ricostruzione del World Trade Center.

### Ponti
- Stoccarda

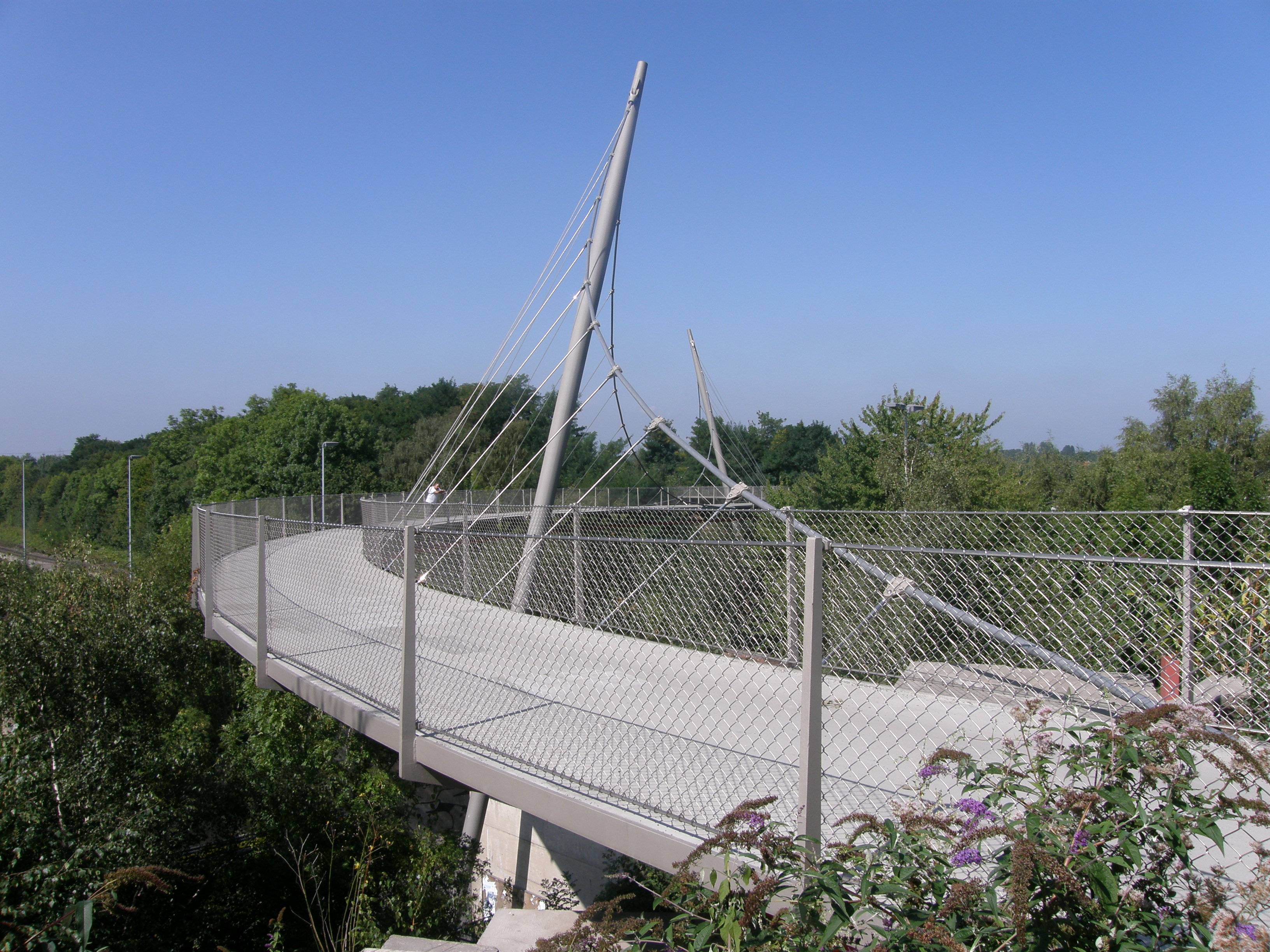
Erzbahnschwinge

  - Pedonale: Internationale Gartenbauausstellung 1993 nel Nordbahnhof e Löwentor, 1988 ponte sospeso sul Max-Eyth-See, Neckar („Golden Gatele“)
  - ponte stradale: 2003 – Auerbachstraße sopra Heilbronner Straße e 1999 Ostumfahrung Vaihingen (Stoccarda).
- Kiel – il Hörnbrücke
- Duisburg – il Buckelbrücke a Innenhafen.
- Bochum – Erzbahn (Bochum).
- Gelsenkirchen – Erzbahn (Bochum) sul Rhein-Herne-Kanal.
- Minden – Glacisbrücke Minden, ponte sospeso pedonale sul Weser.

Altro lavaoro notevole lo studio della Aufwindkraftwerk (camino solare). In Australia è stata fondata una società, la EnviroMission Limited per la realizzazione di tali camini. Con Rudolf Bergermann ha donato un archivio di opere all'Accademia delle Arti di Berlino.

## Onorificenze
- 1990: medaglia d'oro conferita dal Institution of Structural Engineers
- 1991: Award of Merit in Structural Engineering del International Association for Bridge and Structural Engineering
- dal 1992: socio della Freie Akademie der Künste in Hamburg
- 2001: professore onorario alla Università Tongji
- 2002: Fritz Leonhardt-Preis del Baden-Württemberg e del Verband Beratender Ingenieure
- 2002: Werner-von-Siemens-Ring
- 2003: laurea honoris causa della Scuola politecnica federale di Losanna (EPFL)
- 2006: professore onorario alla Huazhong University of Science and Technology (HUST) si Wuhan
- 2008: José Entrecanales Ibarra-Preis[3]
- 2010: European Steel Bridges Award nella categoria "ponti pedonali"[4]